# Economia de Bèlgica

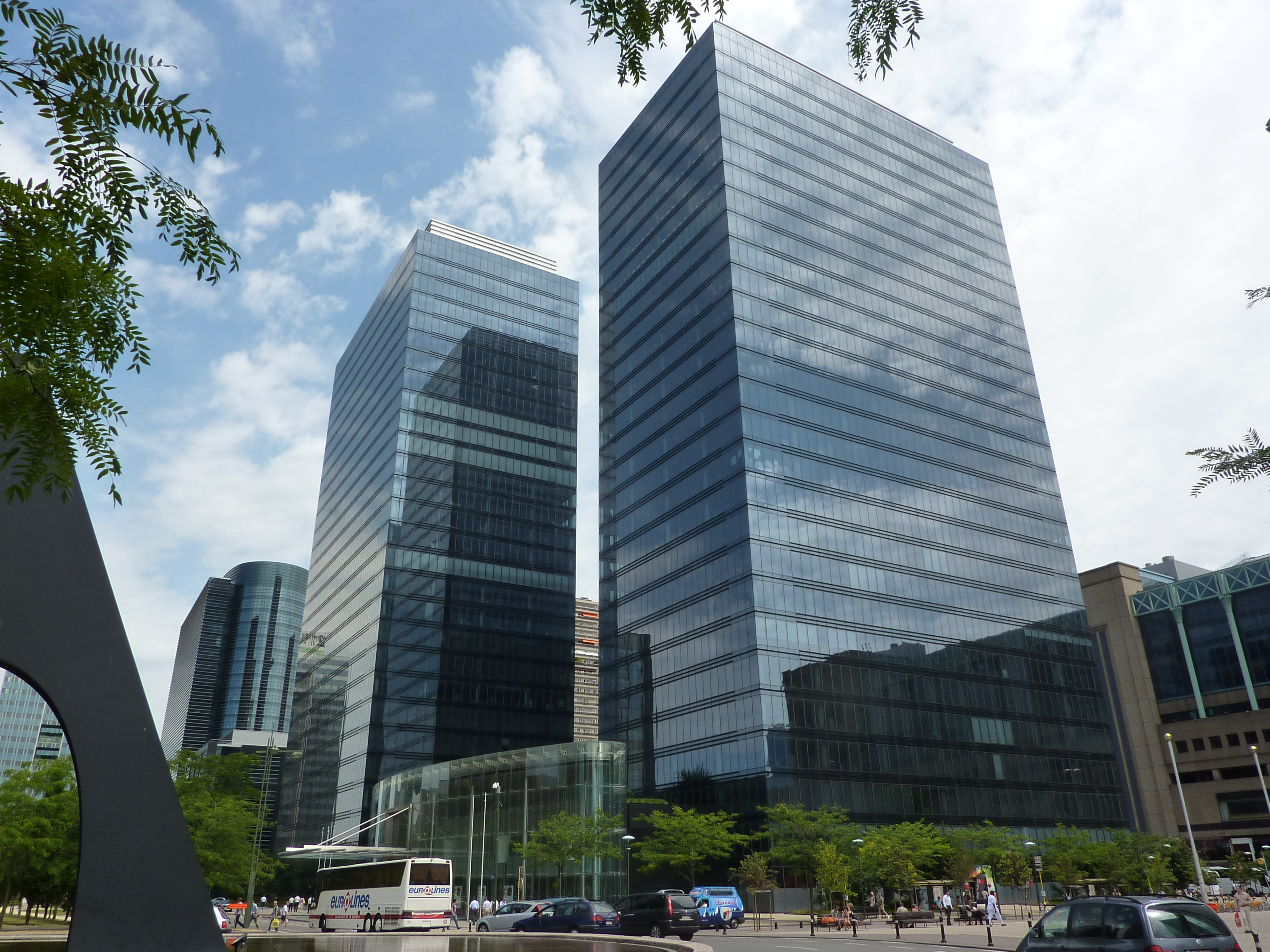
Edificis North Galaxy Towers a Brussel·les.

L'economia de Bèlgica es considera una economia economia de mercat moderna,  beneficiada per la localització geogràfica privilegiada del país a Europa, per una xarxa de transports desenvolupada, i per una base industrial i comercial diversificada. La indústria està concentrada principalment a la regió de Flandes, al nord.
Amb pocs recursos naturals, el país importa grans quantitats de matèries primeres i exporta principalment manufacturats. El resultat és una economia molt depenent dels mercats mundials.
Prop de 3/4 del comerç del país és fet amb altres països de la Unió Europea. En 2009 l'economia del país va sofrir una retracció de 2,7%, el desocupació va créixer lleugerament i el dèficit pressupostari va empitjorar a causa de l'ajuda en gran escala al sector financer. Tres grans bancs van rebre aportacions de capital del govern. El dèficit pressupostari va créixer per 4,8% del PIB en 2010, mentre el deute públic superava els 100% del PIB el mateix any.

## L'economia belga de 1945 fins avui
Quan la Segona Guerra Mundial va acabar, les economies de la immensa part d'Europa estaven destrossades: l'atur era molt important i la guerra havia portat la fam i la misèria a gran part del continent, incloent-hi Bèlgica.
Però malgrat tot, en poc més de 10 o 15 anys Bèlgica, i part d'Europa, ressuscitava gràcies als ajuts econòmics del pla Marshall.
Actualment, els belgues cobren anualment (de mitjana) més de $ 25.000, i gaudeixen de la 6a societat més benestar d'acord amb l'Índex de Desenvolupament Humà ("IDH").